# Тюр (Німеччина)
Тюр (нім. Thür) — громада в Німеччині, розташована в землі Рейнланд-Пфальц. Входить до складу району Маєн-Кобленц. Складова частина об'єднання громад Мендіг.
Площа — 8,26 км2. Населення становить 1491 ос. (станом на 31 грудня 2020).